# Пайгармське сільське поселення
Пайга́рмське сільське поселення (рос. Пайгармское сельское поселение) — муніципальне утворення у складі Рузаєвського району Мордовії, Росія. Адміністративний центр — село Пайгарма.

## Населення
Населення — 1090 осіб (2019, 1213 у 2010, 1216 у 2002).

## Склад
До складу поселення входять такі населені пункти:
| Населений пункт            | Населення, осіб (2002) | Населення, осіб (2010) |
| -------------------------- | ---------------------- | ---------------------- |
| Зелений, селище            | 29                     | 31                     |
| Пайгарма, село             | 666                    | 702                    |
| Пішля, селище              | 33                     | 30                     |
| Совхоз №3 "Дорурс", селище | 488                    | 450                    |